# Urbain Basset
Urbain Augustin Louis Basset est un sculpteur français, né à Grenoble le 5 décembre 1842 et mort à La Tronche le 16 novembre 1924.

## Biographie

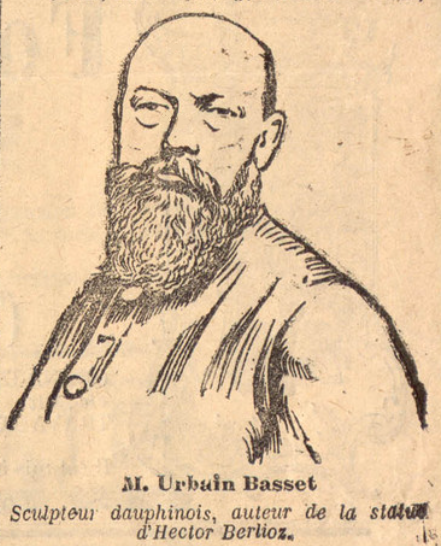
Portrait d'Urbain Basset, illustration parue dans Le Petit dauphinois en août 1903.

Urbain Basset participe à des travaux de restauration de l'hôtel de ville de Paris et pour la faculté de médecine et des sciences de Grenoble. 
Il expose au Salon dès 1870 et y envoie Le Torrent en 1878, Les Premières fleurs en 1880 et La Source en 1882. Il y exposera jusqu'à sa mort.
Dans sa vie Basset a réalisé de nombreux portraits de ses contemporains. Un fonds de ses œuvres est conservé au musée de Grenoble.
Il est enterré au cimetière Saint-Roch de Grenoble.

## Œuvres dans les collections publiques
- Grenoble :
  - cimetière Saint-Roch :
    - Jean-Paul Lachmann (1851-1907), 1904, bas-relief en bronze ornant la tombe du botaniste et le figurant en train d'examiner une fleur à la loupe ;
    - Casimir Brenier, 1911, buste en bronze.
    - Jules Borgey (1850-1906), médaillon en bronze ornant la tombe et présentant le profil du sculpteur.

  - Jardin de ville (puis Musée de Grenoble) : 
    - Le Torrent, statue en bronze, fontaine de 2,5 m de hauteur. Initialement érigée place de la Constitution (actuelle place de Verdun) à Grenoble de 1882 à 1888, elle est déplacée ensuite au Jardin de ville, jusqu'en 1936. Restaurée en 1985 et réinstallée dans le Jardin à l’occasion de la célébration du centenaire de l’arrivée des eaux de Rochefort à Grenoble (1986), elle est brisée en septembre 2009. Après restauration, elle devait être installée au Jardin des plantes, mais elle est déposée dans les réserves du musée de Grenoble, qui l'expose en 2019-2020 dans le cadre de l'exposition « Grenoble et ses artistes au XIXe siècle ». Plusieurs réductions en furent éditées.

  - musée de Grenoble :
    - Le Torrent, réduction en bronze ;
    - Les Premières fleurs, 1880, statuette en bronze ;
    - Buste d'Eugène Faure, 1885, terre cuite ;
    - Arthur Bordier, 1902, statuette en plâtre patiné ;
    - Le Général de Beylié, 1903, buste en plâtre.

  - place Victor Hugo : Monument à Hector Berlioz, statue en bronze érigée le 15 août 1903, envoyée à la fonte en 1943 sous le régime de Vichy ; elle a été remplacée par une œuvre de Claude Grange.,
- La Tronche, jardin botanique Dominique Villars de la faculté de médecine et pharmacie : Allégorie de la Médecine, 1895, groupe en marbre représentant une femme apportant une médication à un malade prostré à ses pieds.
- Vizille, musée de la Révolution française : Le Génie de la Démocratie, 1888, statue en plâtre.

Œuvres d'Urbain Basset
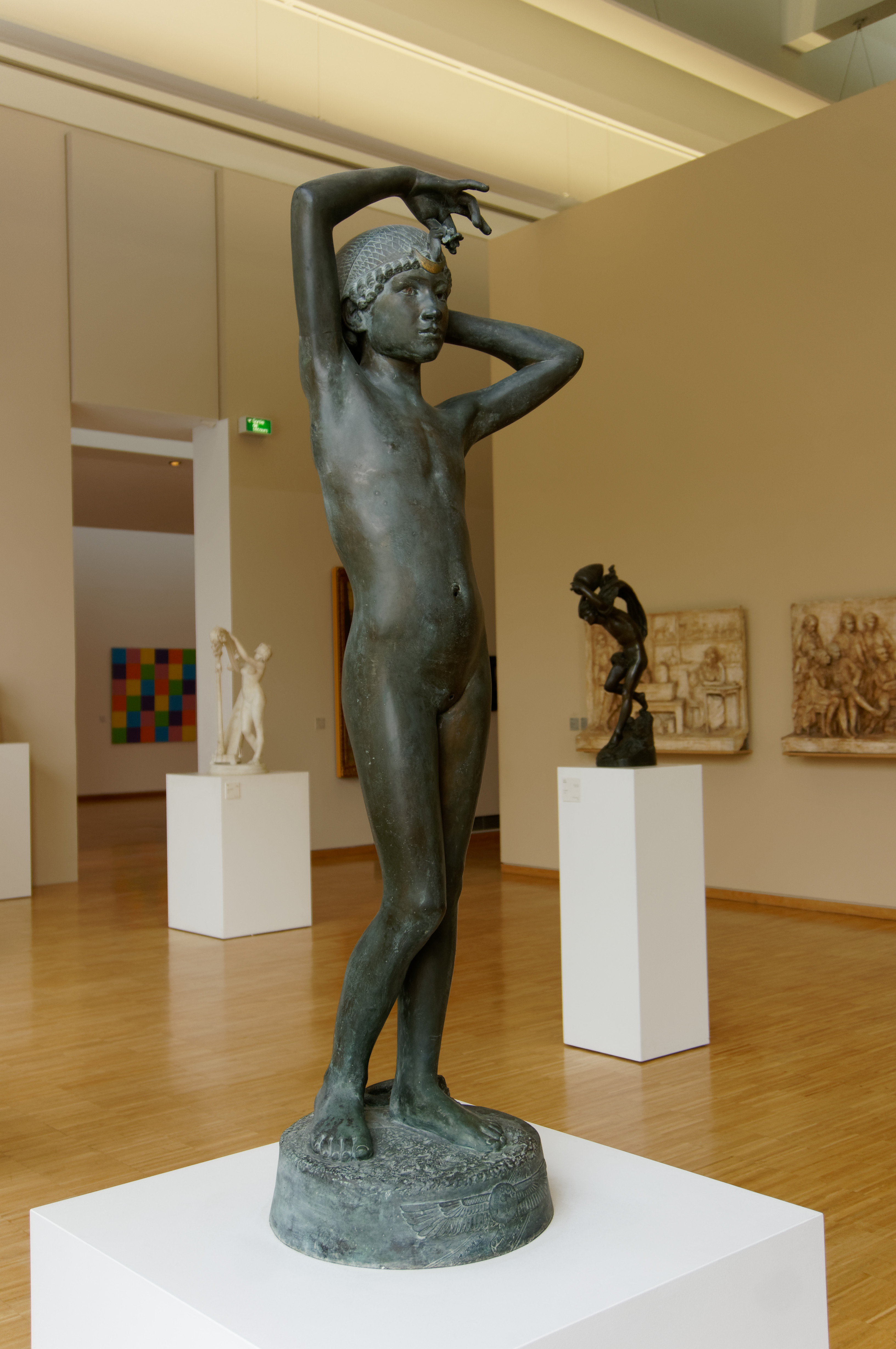
Les Premières fleurs (1880), musée de Grenoble.
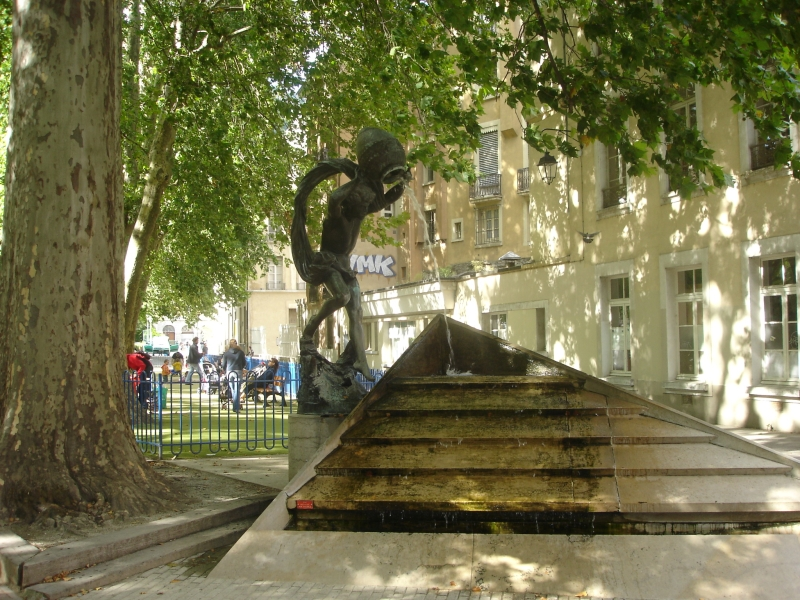
La Torrent (1882), fontaine, Grenoble, Jardin de ville (retirée après dégradation en 2017).
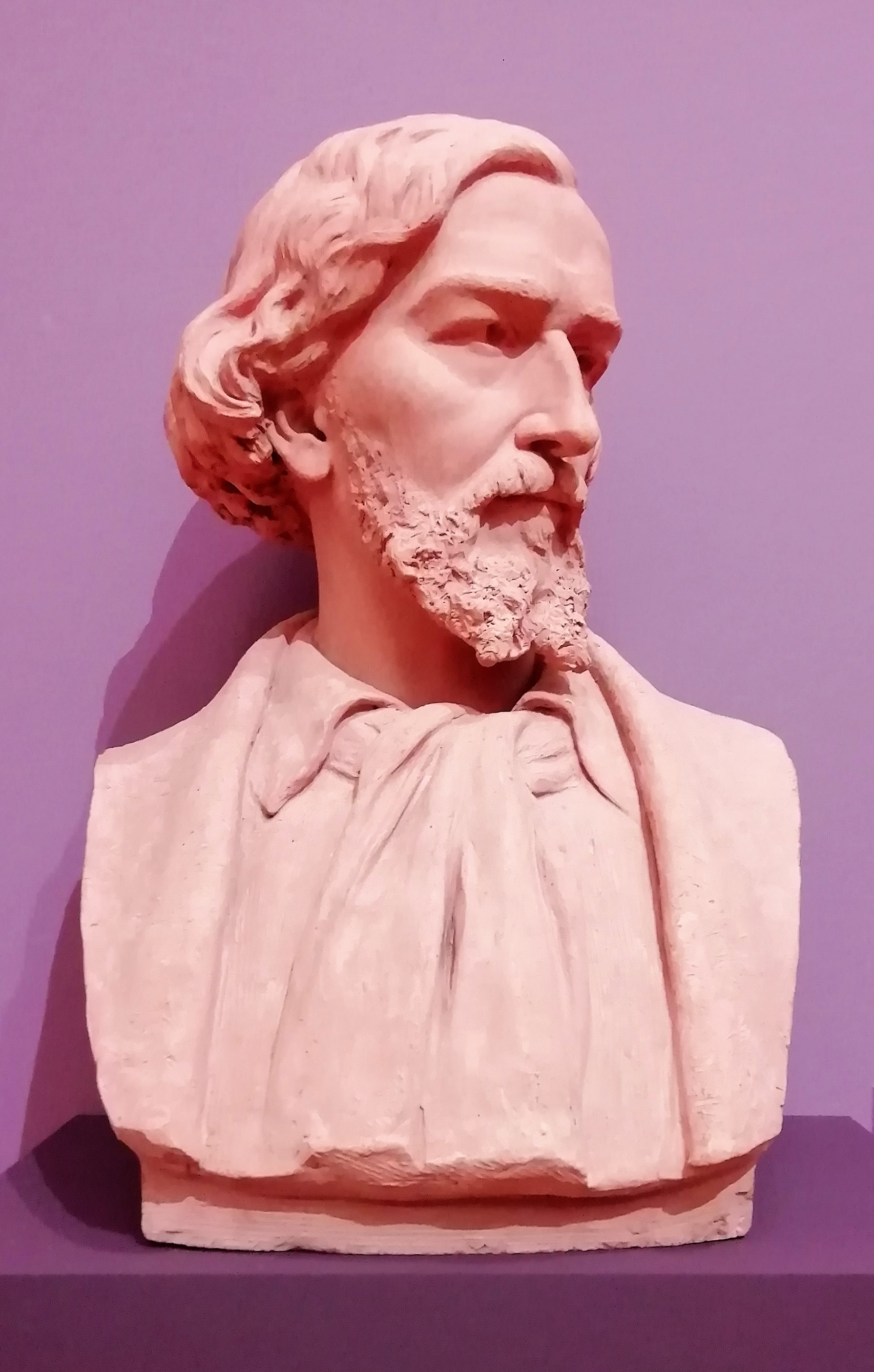
Buste d'Eugène Faure (1885), musée de Grenoble
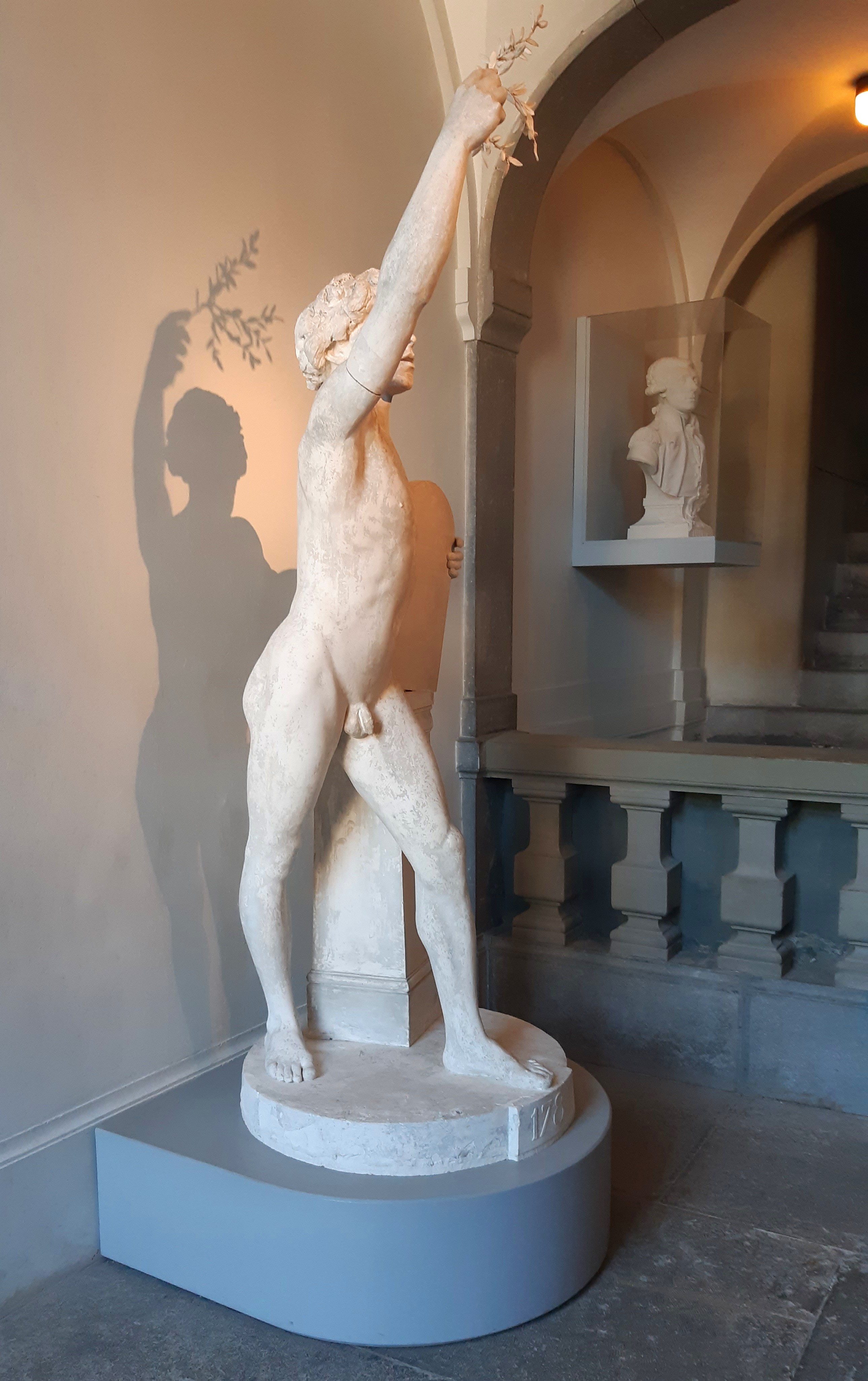
Le Génie de la Démocratie (1888), Vizille, musée de la Révolution française.
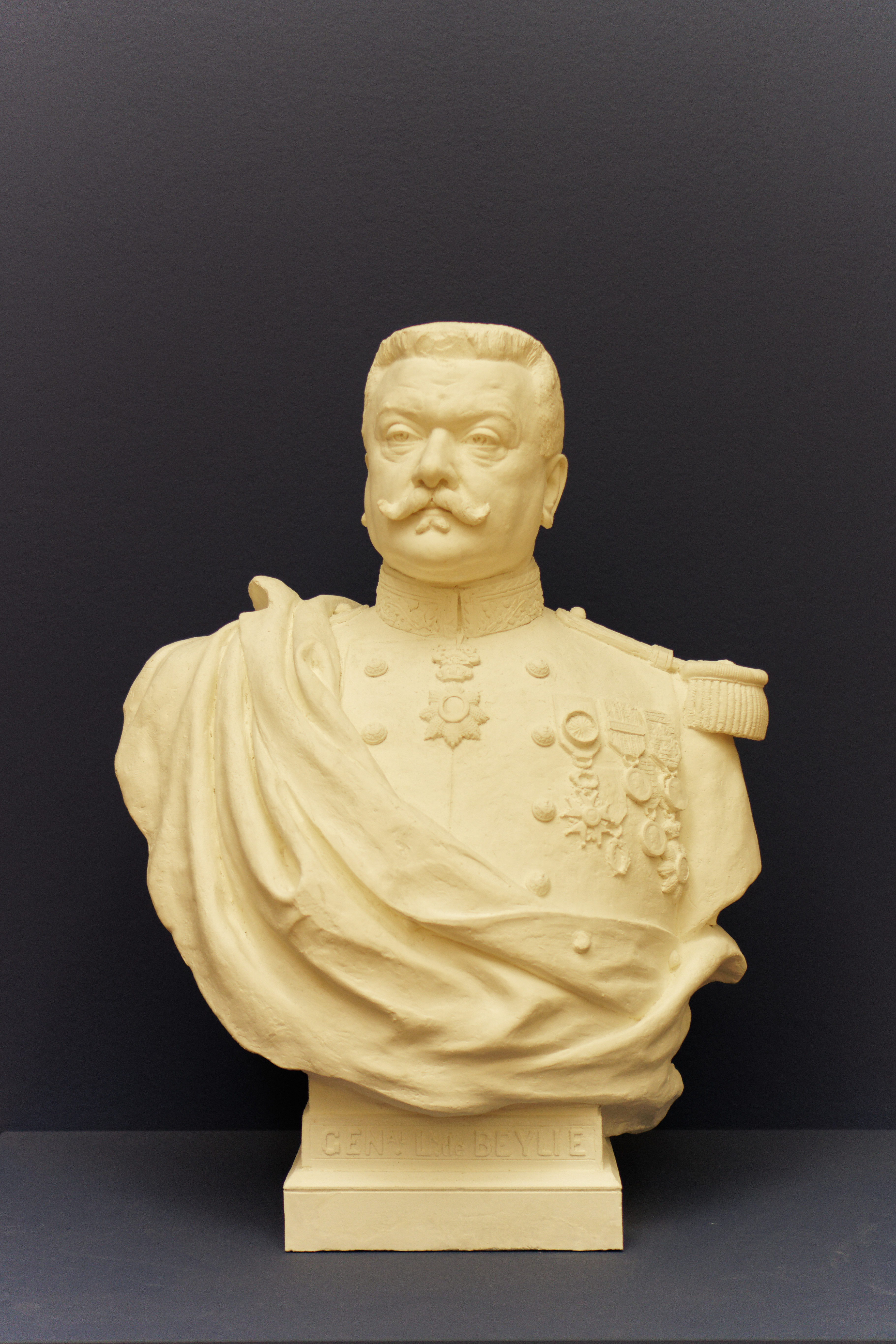
Le Général de Beylié (1903), musée de Grenoble.
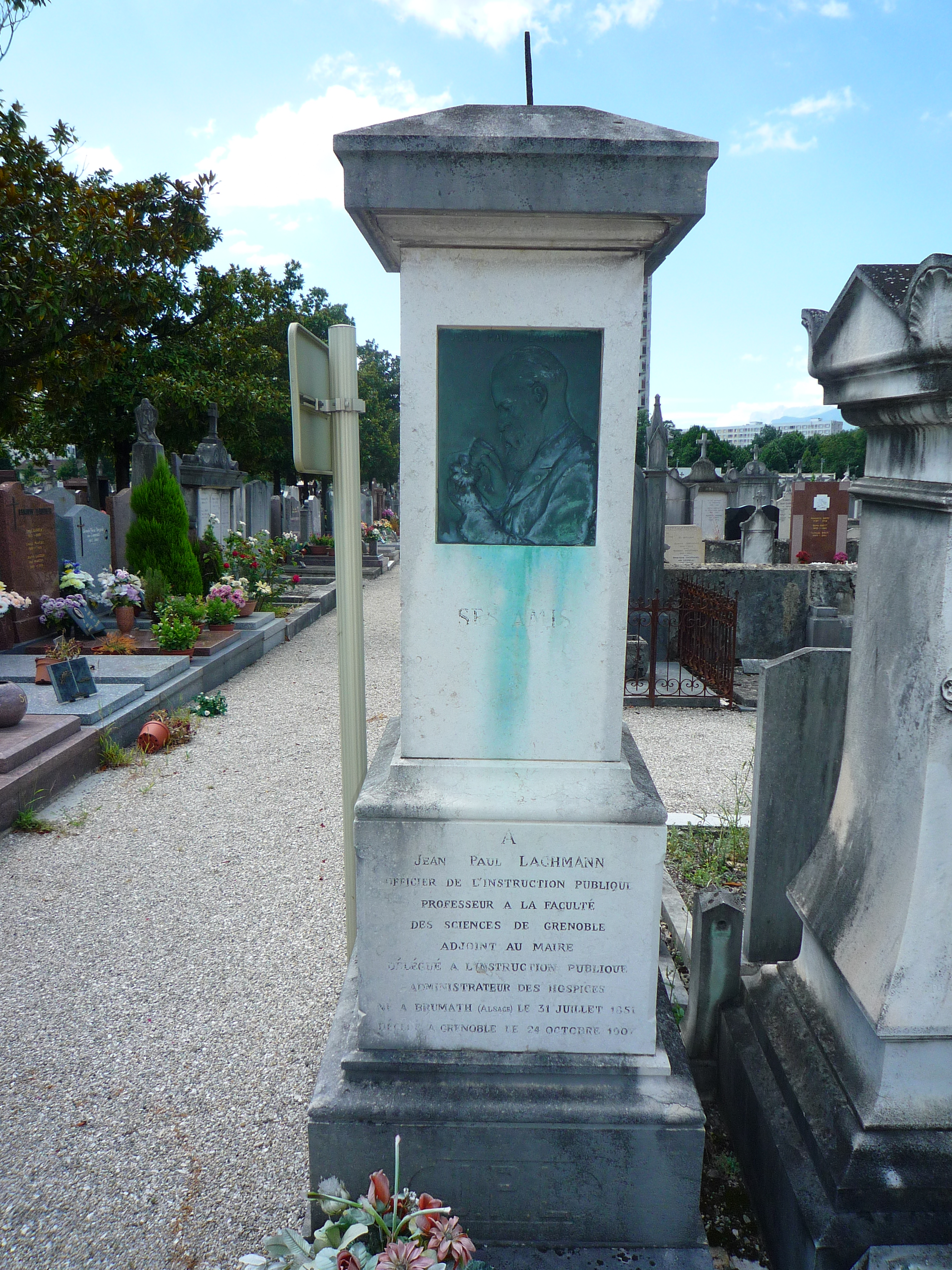
Jean-Paul Lachmann (1904), Grenoble, cimetière Saint-Roch.
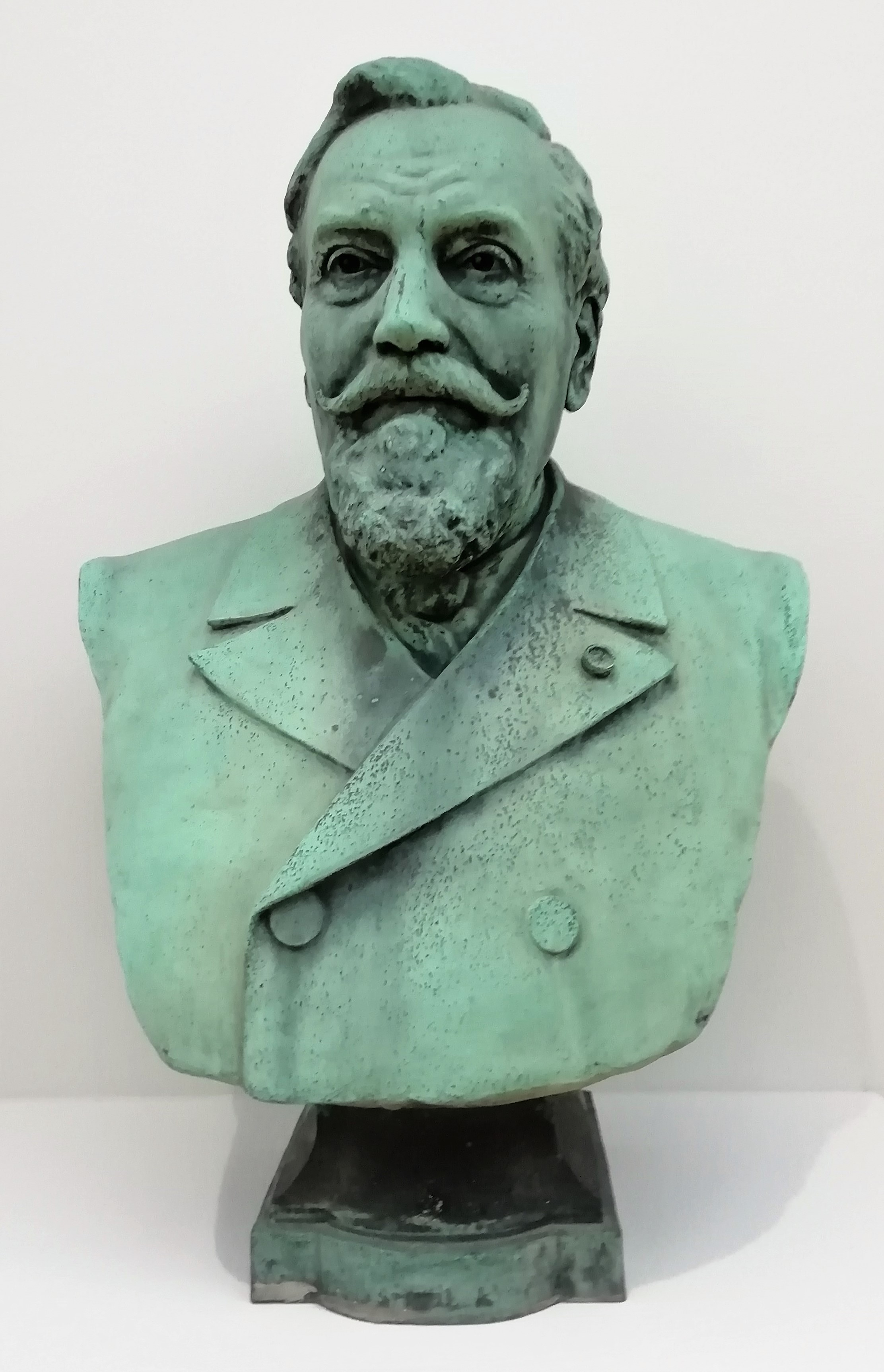
Casimir Brenier (1911), Grenoble, cimetière Saint-Roch.
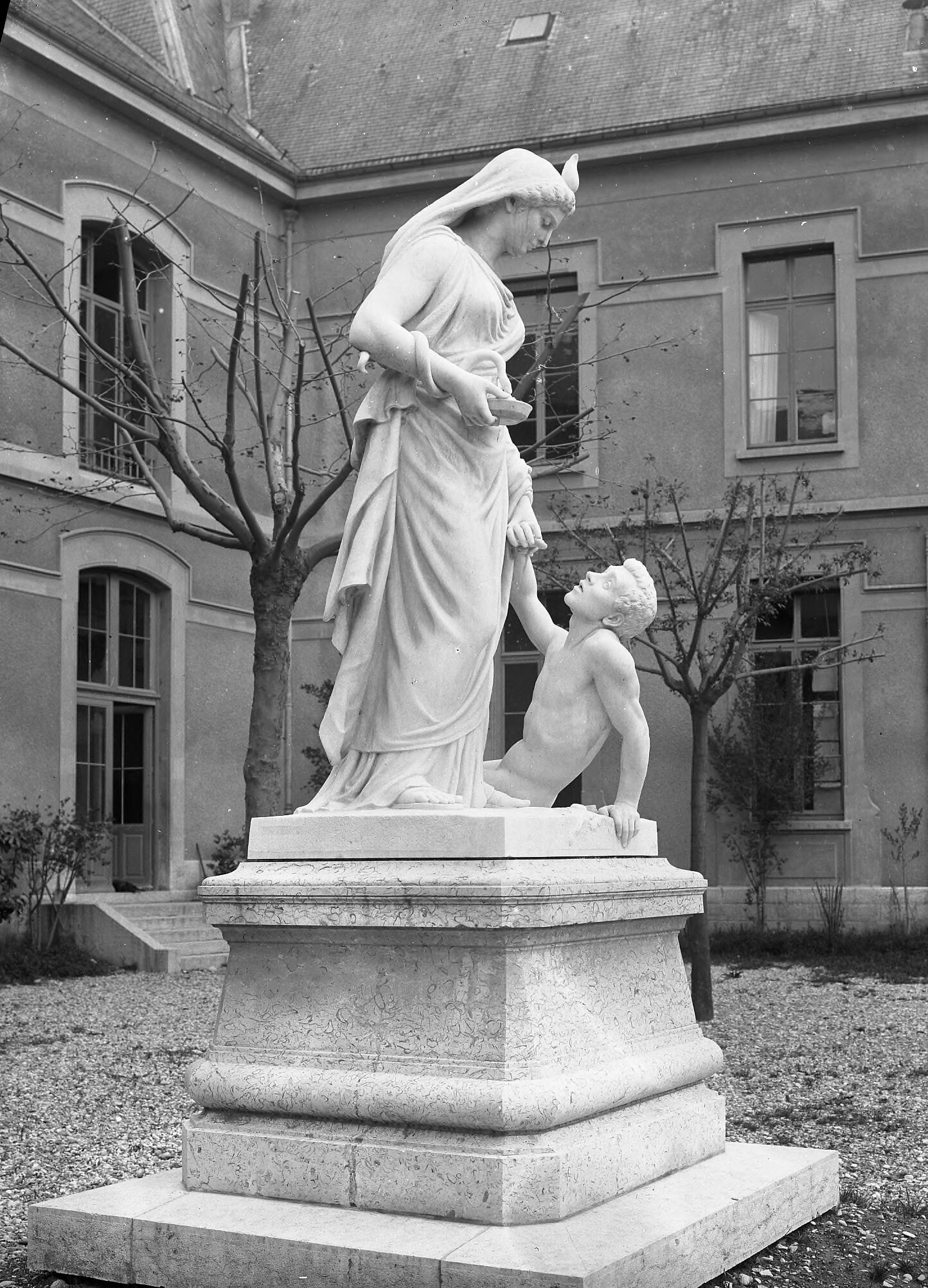
Allégorie de la Médecine